# Дагне Чюкшіте
Дагне Чюкшіте (нар. 1 січня 1977, Паневежис) — литовська шахістка, представниця Англії з 2007 року, гросмейстер серед жінок від 2002, володар чоловічого звання міжнародного майстра від 2006 року.

## Шахова кар'єра
Після розпаду Радянського Союзу належала до провідних литовських шахісток. У 1994—2006 роках п'ять разів виступала на шахових олімпіадах, також тричі представляла свою країну (між 1997 і 2005 роками, кожного разу на першій шахівниці) на командному чемпіонаті Європи, 2005 року здобувши золоту медаль в особистому заліку. Після зміни громадянства представляла Англію на командному чемпіонаті Європи (2007) та олімпіаді (2008).
У 1992—1997 роках п'ять разів брала участь у чемпіонатах світу та Європи серед дівчат у різних вікових категоріях (найкращий результат: 8-ме місце на чемпіонаті світу до 20 років, Жагань 1997). Тричі (у 1994, 1996, 2003 роках) завойовувала титули чемпіонки Литви. Також була учасницею відбіркових циклів на першість світу серед жінок, 1995 року посіла віддалене місце на міжзональному турнірі, який відбувся в Кишиневі. У 2001 році взяла участь у чемпіонаті світу в Москві, який пройшов за олімпійською системою, в перших двох раундах усунувши відповідно Кетеван Арахамію і Сюй Юаньюань, проте в третьому турі програла Майї Чибурданідзе.
Норми на звання міжнародного майстра виконала в таких містах як: Швебіш-Гмюнд (2003 рік, поділила 1-ше місце з Володимиром Бурмакіним, Алоїзасом Квейнісом, Вієстурсом Меєрсом і Гергардом Шеблером), Грац (2003) і Гетеборг (2005, командний чемпіонат Європи).
До інших її успіхів на міжнародних турнірах належать: поділ 3-го місця у Віслі (1995, позаду Інгуни Ернесте і Наталі Жукової, разом із, зокрема, Мартою Літинською і Андою Шафранською), поділ 1-го місця у Фридеку-Містеку (1996, разом з Ольгою Стяжкіною), поділ 2-го місця в Плунге (2000, позаду Вітаутаса Слапікаса, разом із, зокрема, Вайдасом Сакалаускасом) і поділ 1-го місця в Лондоні (2011, турнір London Chess Classic, разом з Гулісхан Нахбаєвою).
Найвищий дотепер Рейтинг Ело в кар'єрі мала станом на 1 січня 2007 року, досягнувши 2450 очок займала 30-те місце в світовому рейтинг-листі ФІДЕ.

## Зміни рейтингу
| На цьому місці має відображатися графік чи діаграма, однак з технічних причин його відображення наразі вимкнено. Будь ласка, не видаляйте код, який викликає це повідомлення. Розробники вже працюють для того, щоби відновити штатне функціонування цього графіка або діаграми. | |
| | На цьому місці має відображатися графік чи діаграма, однак з технічних причин його відображення наразі вимкнено. Будь ласка, не видаляйте код, який викликає це повідомлення. Розробники вже працюють для того, щоби відновити штатне функціонування цього графіка або діаграми. |